# Valdemunitella fraudatrix
Valdemunitella fraudatrix is een mosdiertjessoort uit de familie van de Calloporidae. De wetenschappelijke naam van de soort is voor het eerst geldig gepubliceerd in 1986 door Gordon.